# LFFA Division III 2016
La LFFA Division III 2016 è stata la 1ª edizione del campionato di football americano di terzo livello, organizzato dalla LFFA.

## Squadre partecipanti
| Club                   | Città           | Stadio | Sponsor ufficiale | Risultato nella stagione 2015 |
| ---------------------- | --------------- | ------ | ----------------- | ----------------------------- |
| Braine-le-Comte Sharks | Braine-le-Comte |        |                   |                               |
| COF Atomics            | Amay            |        |                   |                               |
| Verviers Mustangs      | Verviers        |        |                   |                               |

## Stagione regolare

### Calendario

#### 1ª giornata
| Amay 21 febbraio 2016, ore 14:00 | COF Atomics | 0 – 26 | Verviers Mustangs |  |

#### 2ª giornata
| Louftémont 6 marzo 2016, ore 15:00 | COF Atomics | 0 – 0 | Verviers Mustangs |  |

#### 3ª giornata
| Braine-le-Comte 3 aprile 2016, ore 15:00 | Braine-le-Comte Sharks | 50 – 0 | COF Atomics |  |

#### 4ª giornata
| Tournai 17 aprile 2016, ore 12:00 | COF Atomics | 0 – 38 | Braine-le-Comte Sharks |  |

#### 5ª giornata
| Braine-le-Comte 1º maggio 2016, ore 12:00 | Braine-le-Comte Sharks | 56 – 26 | Verviers Mustangs |  |

#### 6ª giornata
| Waterloo 15 maggio 2016, ore 12:00 | Braine-le-Comte Sharks | 42 – 26 | COF Atomics |  |

#### 7ª giornata
| Roux 29 maggio 2016, ore 12:00 | Braine-le-Comte Sharks | 28 – 14 | Verviers Mustangs |  |

#### 8ª giornata
| Braine-le-Comte 5 giugno 2016, ore 14:00 | Braine-le-Comte Sharks | 50 – 6 | Verviers Mustangs |  |

#### 9ª giornata
| Amay 12 giugno 2016, ore 14:00 | COF Atomics | 22 – 24 | Verviers Mustangs |  |

### Classifica
La classifica della regular season è la seguente:
- PCT = percentuale di vittorie, G = partite giocate, V = partite vinte,  P = partite perse, PF = punti fatti, PS = punti subiti

| Pos. | Squadra                | PCT   | G | V | N | P | PF  | PS  |
| ---- | ---------------------- | ----- | - | - | - | - | --- | --- |
| 1    | Braine-le-Comte Sharks | 1.000 | 6 | 6 | 0 | 0 | 264 | 72  |
| 2    | Verviers Mustangs      | .417  | 6 | 2 | 1 | 3 | 96  | 156 |
| 3    | COF Atomics            | .083  | 6 | 0 | 1 | 5 | 48  | 180 |

## Playoff
| Andenne 19 giugno 2016, ore 12:00 | Braine-le-Comte Sharks | 2 – 19 | Charleroi Coal Miners |  |

## Verdetti
- Braine-le-Comte Sharks Vincitori della LFFA DIII 2016